# الماس امید
الماس امید یکی از مشهورترین جواهرات جهان است و سوابق مالکیت آن تقریباً به چهار قرن بر می‌گردد. رنگ آبی کمیاب آن به دلیل وجود مقادیر زیادی از اتم‌های بور است. اندازه استثنایی این الماس به وزن ۴۵٫۵۲ قیراط، یافته‌های جدیدی را در مورد تشکیل سنگ‌های جواهر نشان داده‌است. گمان می‌رود که این جواهر از هند آمده باشد، جایی که سنگ اصلی (بزرگ‌تر) در سال ۱۶۶۶ توسط تاجر گوهر فرانسوی ژان باپتیست تاورنیه به عنوان آبی تاورنیه خریداری شد. تاورنیه در سال ۱۶۶۸ آن را به شاه فرانسوی لوئی چهاردهم فروخت. این مجموعه در سال ۱۷۹۱ دزدیده شد و پس از تراش مجدد، بزرگ‌ترین قطعه آن به نام «امید» در سال ۱۸۳۹ در مالکیت خانواده هوپ که بانک‌دار انگلیسی بودند قرار گرفت. بعد از اینکه از میان صاحبان بسیاری عبور کرد، به اوالین والش مک‌لین در واشینگتن فروخته شد که اغلب آن را می‌پوشید. این الماس در سال ۱۹۴۹ توسط تاجر جواهر نیویورکی هری وینستون خریداری شد، که در سال ۱۹۵۸ آن را به موزه ملی تاریخ طبیعی آمریکا اهدا کرد و از آن زمان در نمایشگاهی دائمی در آن موزه باقی مانده‌است. شایعات حاکی از آن است که این الماس ممکن است یک نفرین را به همراه داشته باشد. گزارش شده‌است که این الماس به مبلغ ۲۵۰ میلیون دلار بیمه شده‌است.